# Susanne Renner
Susanne Sabine Renner (née le 5 octobre 1954) est une botaniste allemande. Jusqu'en octobre 2020, elle était professeur de biologie à l'université Louis-et-Maximilien de Munich ainsi que directrice de la Botanische Staatssammlung München (en) et du Jardin botanique de Munich. Depuis janvier 2021, elle vit à Saint Louis, où elle est professeur honoraire de biologie à l'université de Washington et associée de recherche au Jardin botanique du Missouri.

## Éducation
Renner a obtenu sa maîtrise en biologie en 1980 et son doctorat en 1984, tous deux issus de l'université de Hambourg. Elle a obtenu son diplôme de professeur de botanique systématique en 1992.

## Carrière
De 1987 à 1992, Renner a été professeur associé à l'Institut botanique de l'université d'Aarhus. De 1993 à 1996, elle a été professeur à l'université Johannes-Gutenberg de Mayence. De 1996 à 2006, elle a été professeur à l'université du Missouri-St. Louis (en), affilié à l'un des plus grands jardins botaniques du monde, le Jardin botanique du Missouri. Depuis 2003, elle est professeur de botanique systématique à l'université Louis-et-Maximilien de Munich ainsi que directrice de la Botanische Staatssammlung München (en), du Jardin botanique de Munich et de l'Herbier universitaire (MSB). Depuis 2021, elle occupe un poste émérite à l'université de Munich et est professeur honoraire à l'université Washington de Saint-Louis.

## Recherche
Les intérêts de recherche de Renner se concentrent sur la phylogénétique, l'évolution du système de reproduction et la biogéographie des plantes à fleurs, dans les régions tempérées et tropicales. Les premières recherches de Renner portaient sur la phylogénie, et la biologie reproductive des plantes. Elle a également travaillé sur la dioïque et les chromosomes sexuels chez les plantes,. L'utilisation d'outils génétiques permet à Renner de suivre le mouvement des plantes à travers les bassins océaniques,, de définir la séparation des masses terrestres après l'éclatement de la Pangée il y a 153 millions d'années,, et définir l'origine des cultures agricoles, notamment les concombres et les melons [14] et les courges. Les travaux de Renner sur les pastèques ont révélé qu'elles sont originaires du nord-est de l'Afrique dans la région du Kordofan et non d'Afrique du Sud comme indiqué précédemment,. Elle a suivi la relation entre les fourmis Philidris nagasau et les plantes Squamellaria (en) au cours des 3 derniers millions d'années, une interaction qui est un type d'agriculture car les fourmis placent des graines dans l'écorce des arbres puis reviennent plus tard pour manger. la croissance qui en résulte. Ses recherches ont suivi la coévolution entre les colibris porte-épée et les passiflores, une interaction qui a été gagnée et perdue à plusieurs reprises au cours des 11 derniers millions d'années,. En milieu urbain, ses recherches sur les abeilles, la façon dont elles collectent le pollen, et le rôle des bandes florales pour attirer les abeilles, sont pertinentes compte tenu de l'impact du changement climatique sur les interactions entre les plantes et les insectes,.

## Publications sélectionnées
- (en) Susanne S. Renner, « Phylogeny and classification of the Melastomataceae and Memecylaceae », Nordic Journal of Botany, vol. 13, no 5,‎ 1993, p. 519–540 (ISSN 1756-1051, DOI 10.1111/j.1756-1051.1993.tb00096.x, lire en ligne)
- (en) Susanne S. Renner et Robert E. Ricklefs, « Dioecy and its correlates in the flowering plants », American Journal of Botany, vol. 82, no 5,‎ 1995, p. 596–606 (ISSN 1537-2197, DOI 10.1002/j.1537-2197.1995.tb11504.x, lire en ligne)
- (en) Andre S. Chanderbali, Henk van der Werff et Susanne S. Renner, « Phylogeny and Historical Biogeography of Lauraceae: Evidence from the Chloroplast and Nuclear Genomes », Annals of the Missouri Botanical Garden, vol. 88, no 1,‎ 2001, p. 104–134 (ISSN 0026-6493, DOI 10.2307/2666133, JSTOR 2666133, lire en ligne)
- (en) Patrizia Sebastian, Hanno Schaefer, Ian R. H. Telford et Susanne S. Renner, « Cucumber (Cucumis sativus) and melon (C. melo) have numerous wild relatives in Asia and Australia, and the sister species of melon is from Australia », Proceedings of the National Academy of Sciences, vol. 107, no 32,‎ 10 août 2010, p. 14269–14273 (ISSN 0027-8424, PMID 20656934, PMCID 2922565, DOI 10.1073/pnas.1005338107, Bibcode 2010PNAS..10714269S, lire en ligne)
- (en) Susanne S. Renner, « The relative and absolute frequencies of angiosperm sexual systems: Dioecy, monoecy, gynodioecy, and an updated online database », American Journal of Botany, vol. 101, no 10,‎ 2014, p. 1588–1596 (ISSN 1537-2197, PMID 25326608, DOI 10.3732/ajb.1400196, lire en ligne)

## Récompenses
Renner est membre de plusieurs académies scientifiques notables. En 1999, elle a été élue à l'Académie bavaroise des sciences. En 2005, elle a été élue membre étranger de l'Académie royale danoise des sciences et des lettres. En 2009, elle a été élue à l'Académie Léopoldine en Allemagne. En 2018, elle a été élue à l'Académie américaine des arts et des sciences. En 2021, elle est élue membre correspondant de la Société berlinoise des amis des sciences naturelles (en) (fondée en 1773)[réf. nécessaire]. De 2011 à 2020, elle a été présidente de la Société botanique bavaroise.

## Éponymie
S.S.Renner est l’abréviation botanique standard de Susanne Renner.
Consulter la liste des abréviations d'auteur en botanique ou la liste des plantes assignées à cet auteur par l'IPNI, la liste des champignons assignés par MycoBank, la liste des algues assignées par l'AlgaeBase et la liste des fossiles assignés à cet auteur par l'IFPNI.

## Vie personnelle
Renner est mariée à l'ornithologue et écologiste américain Robert Ricklefs (en).